# Stazione di Barbusi
La stazione di Barbusi era una fermata ferroviaria a servizio della frazione carboniense di Barbusi e di altre località limitrofe, posta sulla ferrovia Villamassargia-Carbonia.

## Storia
L'impianto, nato come stazione, fu progettato negli anni quaranta nell'ambito della nuova linea ferroviaria che le Ferrovie dello Stato avevano previsto per il collegamento diretto di Carbonia con la rete a scartamento ordinario sarda. Nel dopoguerra, seppur rimaneggiata rispetto al progetto originale, la Villamassargia-Carbonia fu ultimata e con essa la stazione, che fu quindi inaugurata nel novembre 1956. Barbusi (già servita all'epoca da un'altra stazione sulla linea San Giovanni Suergiu-Iglesias) e le limitrofe località di Caput Acquas (ove la stazione fu costruita), Acquas Callentis, Piolanas e Terra Segada furono quindi collegate in maniera più agevole con Carbonia e col cagliaritano e nei primi anni di attività si contava un volume di circa 2000 viaggiatori al mese.
Ciò nonostante sette anni dopo l'inaugurazione, il 18 ottobre 1963 il Ministero dei trasporti dispose la trasformazione della stazione in impianto impresenziato, provvedimento che fu attuato il 15 gennaio successivo.
La stazione proseguì l'attività per il servizio passeggeri, mentre il servizio merci in seguito a questo ridimensionamento andò progressivamente verso la cessazione nell'impianto.
Negli anni ottanta la stazione fu trasformata in fermata con la rimozione del secondo dei due binari di cui era dotata, inoltre nel 1987 iniziò il progressivo incremento delle corse passeggeri lungo la Villamassargia-Carbonia non effettuanti sosta nello scalo.
Questo trend andrà man mano a ridurre l'utilizzo della fermata per il servizio passeggeri tra gli anni novanta e i duemila: nel 2007 i volumi di traffico medi erano di 4,5 passeggeri al giorno, e nel primo semestre 2009 si arrivò ad avere una sola coppia di corse aventi in orario la sosta a Barbusi.
Saranno le ultime relazioni ad interessare la fermata, che dal 14 giugno 2009 fu disabilitata al traffico passeggeri.
L'impianto da allora rimase formalmente attivo come località di servizio per altri due anni fino al 12 giugno 2011, data della sua chiusura definitiva.

## Strutture e impianti

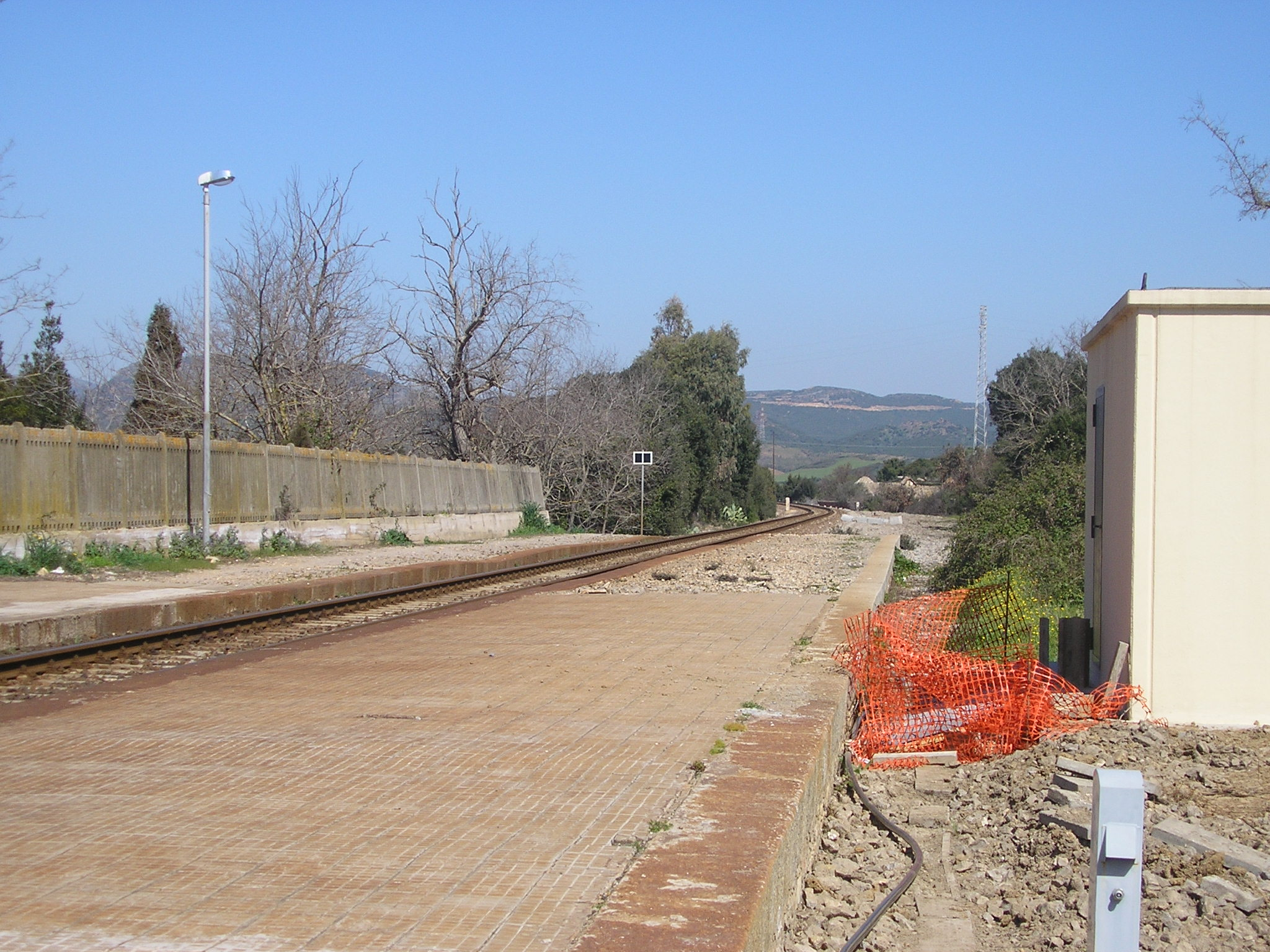
Banchine e binari della fermata in direzione Villamassargia. Alla destra della banchina in primo piano era in origine situato il binario 2 dello scalo

La fermata già negli ultimi decenni prima della dismissione disponeva del solo binario di corsa per il servizio viaggiatori, a scartamento ordinario (1435 mm) non elettrificato, ancora utilizzato per il transito dei convogli della Villamassargia-Carbonia. Sino agli anni ottanta l'impianto era configurato come stazione ed era dotato di un secondo binario passante posto in posizione periferica rispetto al fabbricato viaggiatori.
La fermata era dotata di fabbricato viaggiatori (ancora esistente), a tre luci di prospetto e due piani (di cui il superiore trasformato in abitazione privata) dalle omologhe caratteristiche di quello della stazione di Cixerri, situato a una quota maggiore rispetto alla sede stradale, da cui era raggiungibile tramite una scalinata. Oltre ad un edificio per le ritirate, appena fuori dalla recinzione ferroviaria in posizione opposta al fabbricato viaggiatori è presente una palazzina a più piani, destinata in origine agli alloggi degli addetti allo scalo.

## Movimento
La fermata dal 14 giugno 2009 non è stata più servita da alcuna relazione passeggeri e da allora dinanzi alle strutture dello scalo i convogli effettuano il semplice transito. In precedenza era servita da treni regionali svolti in origine da Ferrovie dello Stato ed in seguito dalla sua controllata Trenitalia.

## Servizi
Al momento della dismissione la stazione era classificata da RFI nella categoria "Bronze".
Lo scalo disponeva di due banchine, prive di copertura, collegate tra loro da una passerella sul binario di corsa. Presenti durante l'attività ferroviaria anche una sala d'aspetto, i servizi igienici, e nel primo periodo di attività anche una biglietteria.
- Biglietteria a sportello (sino al 1963)
- Sala d'attesa
- Servizi igienici

## Interscambi
A breve distanza dall'impianto è presente una fermata degli autoservizi interurbani espletati prima dalle Ferrovie Meridionali Sarde ed in seguito dall'ARST.
- Fermata autobus